# جورج الكسندر (ممثل)
جورج الكسندر (بالإنجليزية: George Alexander)‏ (و. 1858 – 1918 م) هو ممثل، وممثل أفلام، وممثل مسرحي، وشخصية أعمال بريطاني، ولد في ريدنغ، توفي في لندن، عن عمر يناهز 60 عاماً.

## وصلات خارجية
- جورج الكسندر على موقع IMDb (الإنجليزية)
- جورج الكسندر على موقع قاعدة بيانات برودواي على الإنترنت (الإنجليزية)
- جورج الكسندر على موقع قاعدة بيانات الفيلم (الإنجليزية)

- جورج الكسندر في قاعدة بيانات الأفلام على الإنترنت